# Закинфский кодекс
Закинфский кодекс, лат. Codex Zacynthius (условное обозначение: Ξ или 040) — унциальный манускрипт VI века на греческом языке, содержащий большую часть текста Евангелия от Луки 1,1-11,33 с лакунами, на 89 пергаментных листах (36 x 29 см). Текст евангелия сопровождается комментариями. Это один из наиболее известных палимпсестов. Название рукописи происходит от места происхождения (остров Занте). 

## Содержание
Поверх изначального текста Евангелия палимпсест содержит лекционарий XII или XIII века.
Подобно Торе и Талмуду рукопись построена следующим образом: в центре страницы основной текст — Евангелие от Луки, а вокруг него более мелким шрифтом идут комментарии (так называемый паратекст).
Текст евангелия содержит: Лука 1,1-9.19-23.27.22.30-32.36-66.77-2,19.21.22.33-39; 3,5-8.11-20; 4,1.2.6-20.32-43; 5,17-36; 6,21-7,6.11-37.39-47; 8,4-21.25-35.43-50; 9,1-28.32.33.35.41-10,18.21-10; 11,1.2.3.4.24-30.31.32.33.
Рукопись отражает александрийский тип текста, с большим числом разночтений и лакун, отнесена к III категории Аланда.

## История издания и место хранения
В 1821 г. рукопись была доставлена в Лондон в библиотеку Британского и Иностранного Библейского Общества (Mss 24). Палимпсест был выявлен и издан Трегелльсом в 1861 году, рукопись была им датирована VIII веком, несмотря на то, что он сам определил, что стиль почерка характерен для VI века. С 1985 года кодекс хранится в Кембриджской университетской библиотеке. В 2013 году Библейское общество объявило о продаже некоторых раритетов, в том числе Закинфского кодекса. До февраля 2014 года, по праву преимущественной покупки, университет имеет право собрать средства и выкупить рукопись.